# 聖華金 (巴拉圭)
聖華金（西班牙語：San Joaquín），是巴拉圭的城鎮，位於該國東部，由卡瓜蘇省負責管轄，始建於1746年，面積226平方公里，海拔高度287米，2002年人口17,746，人口密度每平方公里66人。